# Gran Premio di Monaco 2008
Il Gran Premio di Montecarlo 2008 si è svolto il 25 maggio sul Circuito di Monte Carlo a Monte Carlo.

## Vigilia
- La Scuderia Toro Rosso ha annunciato che la gara monegasca sarà la gara di esordio per il nuovo modello STR3[1]. Sebastian Vettel, visto che aveva corso con la vettura precedente tre Gran Premi, subirà quindi una penalità di 5 posizioni in griglia, in quanto il debutto della nuova vettura comporta l'uso di un cambio diverso da quello utilizzato nelle tre gare precedenti, portando per regolamento alla sanzione[2].

## Prove
Nella prima sessione del giovedì, si è avuta questa situazione:
| Pos | Nome              | Squadra/Motore   | Tempo    |
| --- | ----------------- | ---------------- | -------- |
| 1   | Kimi Räikkönen    | Ferrari          | 1:15.948 |
| 2   | Lewis Hamilton    | McLaren-Mercedes | 1:16.216 |
| 3   | Heikki Kovalainen | McLaren-Mercedes | 1:16.248 |

Nella seconda sessione del giovedì, si è avuta questa situazione:
| Pos | Nome           | Squadra/Motore   | Tempo    |
| --- | -------------- | ---------------- | -------- |
| 1   | Lewis Hamilton | McLaren-Mercedes | 1:15.140 |
| 2   | Nico Rosberg   | Williams-Toyota  | 1:15.533 |
| 3   | Kimi Räikkönen | Ferrari          | 1:27.682 |

Nella sessione del sabato mattina, si è avuta questa situazione:
| Pos | Nome              | Squadra/Motore   | Tempo    |
| --- | ----------------- | ---------------- | -------- |
| 1   | Heikki Kovalainen | McLaren-Mercedes | 1:16.567 |
| 2   | Lewis Hamilton    | McLaren-Mercedes | 1:17.084 |
| 3   | Kimi Räikkönen    | Ferrari          | 1:17.177 |

Nel corso di questa sessione, Giancarlo Fisichella è rimasto vittima di problemi meccanici alla sua Force India, che hanno richiesto la sostituzione del cambio. Subirà quindi una penalità sulla griglia di partenza

## Qualifiche
Nella sessione di qualificazione, si è avuta questa situazione:
| Pos | N  | Nome                 | Squadra/Motore      | Q 1      | Q 2      | Q 3         | Griglia |
| --- | -- | -------------------- | ------------------- | -------- | -------- | ----------- | ------- |
| 1   | 2  | Felipe Massa         | Ferrari             | 1:15.190 | 1:15.110 | 1:15.787    | 1       |
| 2   | 1  | Kimi Räikkönen       | Ferrari             | 1:15.717 | 1:15.404 | 1:15.815    | 2       |
| 3   | 22 | Lewis Hamilton       | McLaren-Mercedes    | 1:15.582 | 1:15.322 | 1:15.839    | 3       |
| 4   | 23 | Heikki Kovalainen    | McLaren-Mercedes    | 1:15.295 | 1:15.389 | 1:16.165    | 4       |
| 5   | 4  | Robert Kubica        | BMW Sauber          | 1:15.977 | 1:15.483 | 1:16.171    | 5       |
| 6   | 7  | Nico Rosberg         | Williams-Toyota     | 1:15.935 | 1:15.287 | 1:16.548    | 6       |
| 7   | 5  | Fernando Alonso      | Renault             | 1:16.646 | 1:15.827 | 1:16.852    | 7       |
| 8   | 11 | Jarno Trulli         | Toyota              | 1:16.306 | 1:15.598 | 1:17.203    | 8       |
| 9   | 10 | Mark Webber          | Red Bull-Renault    | 1:16.074 | 1:15.745 | 1:17.343    | 9       |
| 10  | 9  | David Coulthard      | Red Bull-Renault    | 1:16.086 | 1:15.839 | Senza tempo | 15*     |
| 11  | 12 | Timo Glock           | Toyota              | 1:16.285 | 1:15.907 |             | 10      |
| 12  | 16 | Jenson Button        | Honda               | 1:16.259 | 1:16.101 |             | 11      |
| 13  | 3  | Nick Heidfeld        | BMW Sauber          | 1:16.650 | 1:16.455 |             | 12      |
| 14  | 8  | Kazuki Nakajima      | Williams-Toyota     | 1:16.756 | 1:16.479 |             | 13      |
| 15  | 17 | Rubens Barrichello   | Honda               | 1:16.208 | 1:16.537 |             | 14      |
| 16  | 14 | Sébastien Bourdais   | Toro Rosso-Ferrari  | 1:16.806 |          |             | 16      |
| 17  | 6  | Nelson Piquet Jr.    | Renault             | 1:16.933 |          |             | 17      |
| 18  | 15 | Sebastian Vettel     | Toro Rosso-Ferrari  | 1:16.955 |          |             | 19*     |
| 19  | 20 | Adrian Sutil         | Force India-Ferrari | 1:17.225 |          |             | 18      |
| 20  | 21 | Giancarlo Fisichella | Force India-Ferrari | 1:17.823 |          |             | 20*     |

- Sebastian Vettel è stato penalizzato di 5 posizioni per la sostituzione del cambio, dovuto all'introduzione della nuova vettura.
- Giancarlo Fisichella è stato penalizzato di 5 posizioni per la sostituzione del cambio, in seguito ad un guasto nelle prove libere del sabato.
- David Coulthard non ha potuto proseguire le qualifiche a causa di un incidente nelle fasi finali della Q2. Dopo le qualifiche, la squadra ha deciso di sostituire il cambio, portando ad una penalizzazione di 5 posizioni[8].

## Gara

### Resoconto
La gara prende il via su pista bagnata, con la pioggia che continua a cadere: tutti i piloti montano pneumatici intermedi, ad eccezione di Piquet, che parte con quelli da bagnato estremo. Kovalainen rimane fermo in griglia durante il giro di ricognizione e prende il via dalla corsia dei box.

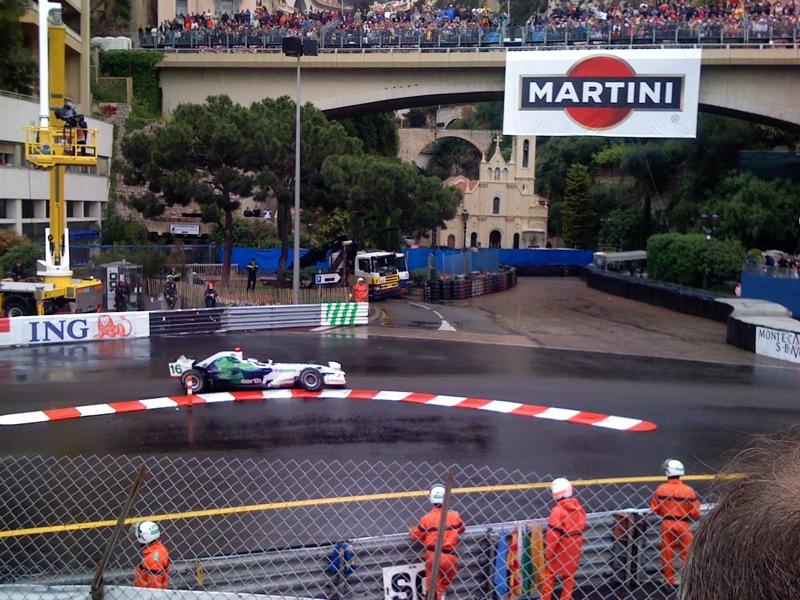
Button in una fase della corsa

Allo spegnimento dei semafori, Massa mantiene il comando, mentre Hamilton riesce ad inserirsi tra le due Ferrari, seguono Kubica, Alonso e Rosberg. Quest’ultimo tampona lo spagnolo al Loew’s, danneggiando l’ala, mentre Button fa lo stesso con Heidfeld alle piscine; entrambi sono costretti ai box. La pioggia si intensifica dopo qualche giro, Glock, che è settimo dietro a Trulli, va in testacoda all’ultima curva e danneggia a suo volta l’ala, dovendo rientrare. Il duo al comando prende un certo vantaggio fino a quando, al 6º giro, Hamilton urta le barriere alla curva del Tabaccaio, rimedia una foratura e si ferma ai box, effettuando anche il rifornimento. Grazie al grande vantaggio già costruito dai primi, scende al quinto posto. Poco dopo Alonso, sbatte alla curva di Massenet, e deve tornare ai box per  una foratura alla posteriore destra; va peggio a Coulthard e Bourdais che commettono lo stesso errore ed escono sempre al Massenet, finendo l’uno nella coda dell’altro; entra la Safety Car per permettere la rimozione delle due vetture. Massa guida su Räikkönen, Kubica, Hamilton, Heidfeld, Webber e Alonso. Lo spagnolo monta ora gomme full wet.
Dopo la ripartenza, Räikkönen deve scontare una penalità drive through, perché al segnale dei 3 minuti prima del via le ruote non erano montate correttamente sulla sua vettura: lo fa al tredicesimo giro e riparte alle spalle di Hamilton. Al 14º giro Alonso, dopo aver passato Webber al Mirabeau due giri prima, urta Heidfeld in un tentativo di sorpasso al tornante del Loews: alle loro spalle si forma un piccolo ingorgo e i due sono costretti ai box. Grazie a queste vicende, Sutil arriva ad occupare il sesto posto. Due giri dopo, Massa va dritto alla frenata della curva St.Devote, fa inversione nella via di fuga e riprende la pista, ma Kubica ha preso il comando. I due piloti al comando lottano a colpi di giri veloci mano a mano che la pista comincia ad asciugarsi e la benzina a diminuire. Kubica si ferma a rifornire al 26º giro, Räikkönen passa il polacco che sta uscendo dai box ma, forse distratto, finisce lungo a St.Devote e si deve fermare a cambiare il musetto. Il finlandese scende al sesto posto, alle spalle dell’incredibile Sutil. 
Hamilton alza il ritmo, mentre Massa si ferma al 33º giro ed esce dai box davanti a Kubica e staccato di una decina di secondi dall’inglese, ora leader. Al 38º giro Glock si gira al Mirabeau, urta le gomme e deve sostituire l'ala posteriore, mentre Fisichella, che festeggiava il 200º Gran Premio, si ritira per problemi al cambio. La pista si asciuga e con i serbatoi che si svuotano anche Webber, che è quarto e Barrichello, settimo, ottengono giri veloci. Ad eccezione dei primi tre e di chi ha avuto danni da riparare, nessuno ha rifornito. Con la pista che si asciuga, contrariamente alle previsioni che propendevano per un ritorno della pioggia, tutti questi possono quindi puntare a montare le gomme da asciutto.

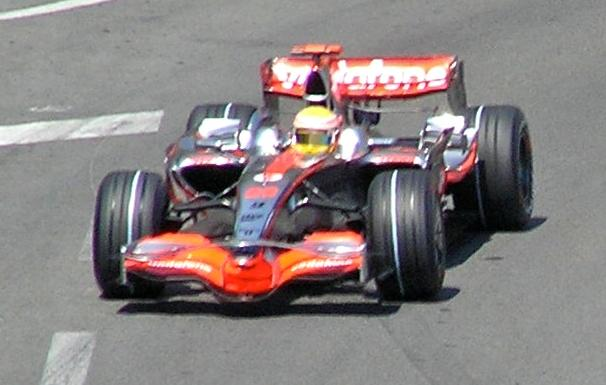
Lewis Hamilton, vincitore della corsa.

Al 44º giro Alonso, la cui gara è stata rovinata dalla decisione di rimontare le gomme full wet, si ferma ai box e azzarda gli pneumatici da asciutto, imitato da Piquet (full wet fin dalla partenza) due giri dopo: lo spagnolo non forza nei primi giri, i più difficili, mentre il giovane brasiliano commette un errore e sbatte a St.Devote, ritirandosi. Anche Webber monta gli pneumatici da asciutto, al giro 48 ma è ancora troppo presto e viene passato da Barrichello, ancora con le intermedie; dopo qualche giro ad andatura lenta, per la difficoltà di mandare in temperatura le copertura, comunque dal 50º giro chi ha gli pneumatici da asciutto gira con tempi competitivi rispetto alle coperture da bagnato. I tempi di Massa si sono alzati di oltre due secondi al giro ed Hamilton ha potuto estendere il suo vantaggio oltre il mezzo minuto, mentre Kubica è negli scarichi del brasiliano.
La gara si decide intorno al 53º-56º giro: prima Kubica monta gli pneumatici da asciutto, mentre Massa prosegue. Hamilton ha guadagnato un vantaggio sufficiente a montare gli pneumatici da asciutto e ripartire al comando, al 54º giro. Button viene spinto in testacoda da Kovalainen alla chicane del porto. Massa ritarda la sosta, che effettua al 56º giro: quando riparte, è terzo dietro a Hamilton e Kubica. L'ordine dei primi tre non varia fino al traguardo, con l'inglese della McLaren che controlla la situazione senza apparente difficoltà. Sutil è risalito fino al 4º posto. Anche Raikkonen è davanti a Webber che ha perso molto nei primi giri con le gomme da asciutto, mentre settimo è l’ottimo Vettel, autore di una gara impeccabile. Barrichello chiude la zona punti.
Al 62º giro Rosberg completa un pomeriggio da dimenticare sbattendo violentemente alla prima chicane delle Piscine, obbligando la Safety Car ad entrare in pista. La vettura di sicurezza rimane 6 giri in pista, in quanto deve permettere ai doppiati di sdoppiarsi e riaccodarsi al plotone delle vetture. Al 68º giro la gara riparte: uscendo dal tunnel, Räikkönen sbaglia la frenata e tampona violentemente Sutil. La Ferrari si ferma ai box per sostituire il musetto, mentre per la Force India sfuma un prestigioso risultato, a causa del danneggiamento di una sospensione dovuta all'impatto. La gara non ha altri sussulti fino alla bandiera a scacchi, data con due giri di anticipo sulla distanza prevista a causa del raggiungimento del limite delle due ore.

### Risultati
I risultati del GP sono stati i seguenti:
| Pos | N  | Pilota               | Costruttore/Motore  | Giri | Tempo/Ritiro               | Griglia | Punti |
| --- | -- | -------------------- | ------------------- | ---- | -------------------------- | ------- | ----- |
| 1   | 22 | Lewis Hamilton       | McLaren-Mercedes    | 76   | 2:00:42.742                | 3       | 10    |
| 2   | 4  | Robert Kubica        | BMW Sauber          | 76   | +3.064                     | 5       | 8     |
| 3   | 2  | Felipe Massa         | Ferrari             | 76   | +4.811                     | 1       | 6     |
| 4   | 10 | Mark Webber          | Red Bull-Renault    | 76   | +19.295                    | 9       | 5     |
| 5   | 15 | Sebastian Vettel     | Toro Rosso-Ferrari  | 76   | +24.657                    | 19      | 4     |
| 6   | 17 | Rubens Barrichello   | Honda               | 76   | +28.408                    | 14      | 3     |
| 7   | 8  | Kazuki Nakajima      | Williams-Toyota     | 76   | +30.180                    | 13      | 2     |
| 8   | 23 | Heikki Kovalainen    | McLaren-Mercedes    | 76   | +33.191                    | 4       | 1     |
| 9   | 1  | Kimi Räikkönen       | Ferrari             | 76   | +33.792                    | 2       |       |
| 10  | 5  | Fernando Alonso      | Renault             | 75   | +1 giro                    | 7       |       |
| 11  | 16 | Jenson Button        | Honda               | 75   | +1 giro                    | 11      |       |
| 12  | 12 | Timo Glock           | Toyota              | 75   | +1 giro                    | 10      |       |
| 13  | 11 | Jarno Trulli         | Toyota              | 75   | +1 giro                    | 8       |       |
| 14  | 3  | Nick Heidfeld        | BMW Sauber          | 72   | +4 giri                    | 12      |       |
| Rit | 20 | Adrian Sutil         | Force India-Ferrari | 68   | Collisione con K.Raikkonen | 18      |       |
| Rit | 7  | Nico Rosberg         | Williams-Toyota     | 61   | Incidente                  | 6       |       |
| Rit | 6  | Nelson Piquet Jr.    | Renault             | 47   | Incidente                  | 17      |       |
| Rit | 21 | Giancarlo Fisichella | Force India-Ferrari | 37   | Cambio                     | 20      |       |
| Rit | 9  | David Coulthard      | Red Bull-Renault    | 7    | Collisione con S.Bourdais  | 15      |       |
| Rit | 14 | Sébastien Bourdais   | Toro Rosso-Ferrari  | 7    | Collisione con D.Coulthard | 16      |       |

- La gara è stata dichiarata terminata al superamento del limite delle due ore di gara. Sono stati percorsi 76 giri dei 78 previsti.

## Classifiche Mondiali

### Piloti
| Pos | Pilota             | Punti |
| --- | ------------------ | ----- |
| 1   | Lewis Hamilton     | 38    |
| 2   | Kimi Räikkönen     | 35    |
| 3   | Felipe Massa       | 34    |
| 4   | Robert Kubica      | 32    |
| 5   | Nick Heidfeld      | 20    |
| 6   | Heikki Kovalainen  | 15    |
| 7   | Mark Webber        | 15    |
| 8   | Fernando Alonso    | 9     |
| 9   | Jarno Trulli       | 9     |
| 10  | Nico Rosberg       | 8     |
| 11  | Kazuki Nakajima    | 7     |
| 12  | Sebastian Vettel   | 4     |
| 13  | Jenson Button      | 3     |
| 14  | Rubens Barrichello | 3     |
| 15  | Sébastien Bourdais | 2     |

### Costruttori
| Pos | Team             | Punti |
| --- | ---------------- | ----- |
| 1   | Ferrari          | 69    |
| 2   | McLaren-Mercedes | 53    |
| 3   | BMW Sauber       | 52    |
| 4   | Williams-Toyota  | 15    |
| 5   | RBR-Renault      | 15    |
| 6   | Renault          | 9     |
| 7   | Toyota           | 9     |
| 8   | STR-Ferrari      | 6     |
| 9   | Honda            | 6     |